# District Council of Robe
District Council of Robe är en kommun i Australien. Den ligger i delstaten South Australia, omkring 280 kilometer sydost om delstatshuvudstaden Adelaide. Antalet invånare är 1 387.
Följande samhällen finns i Robe:
- Robe

Trakten runt Robe består till största delen av jordbruksmark. Trakten runt Robe är nära nog obefolkad, med mindre än två invånare per kvadratkilometer. Genomsnittlig årsnederbörd är 804 millimeter. Den regnigaste månaden är juni, med i genomsnitt 137 mm nederbörd, och den torraste är februari, med 14 mm nederbörd.